# سن-استانیسلاس (موریسی)
سن-استانیسلاس، موریسی (به فرانسوی: Saint-Stanislas) شهری در منطقه شهری له شنو ناحیه موریسی در استان کبک کانادا است. در سرشماری سال ۲۰۱۱ این شهر ۱٬۰۶۶ نفر جمعیت داشته‌است و مساحت آن ۸۶٫۳۷ کیلومتر مربع است.